# إدي بريت
إدي بريت (بالإنجليزية: Eddie Britt)‏ هو لاعب كرة قدم أمريكية أمريكي، ولد في 19 يوليو 1912 في ليكسينغتون في الولايات المتحدة، وتوفي في 21 نوفمبر 1978.

## وصلات خارجية
- إدي بريت على موقع مرجع كرة القدم المحترفة.كوم (الإنجليزية)